# Tadeusz Król (malarz)
Tadeusz Król (ur. 12 lipca 1960 roku w Końskich) – polski malarz i grafik.

## Życiorys
Uzyskał dyplom z wyróżnieniem w pracowni grafiki prof. Stanisława Wejmana w Akademii Sztuk Pięknych w Krakowie (1986). Jest laureatem wielu nagród i konkursów malarskich oraz graficznych, m.in. wyróżnienia w Ogólnopolskim Konkursie Malarskim im. Leona Wyczółkowskiego w Bydgoszczy (1988), Grand Prix na IV Internationale Graphic Biennale w Lubinie (1989), Grand Prix w Bharat Bhavan Graphic Biennale w Bhopal w Indiach (1995). W 2007 roku został wyróżniony w 38. Biennale Malarstwa „Bielska Jesień” przez miesięcznik „Sztuka.pl”.
Zajmuje się grafiką warsztatową, plakatem i malarstwem. Jest autorem książki „Nauka malowania”, wydanej w 2009 roku przez Wydawnictwo Szkolne PWN. Od 1996 roku jest nauczycielem przedmiotów artystycznych w Zespole Szkół Plastycznych w Bielsku-Białej. Jest pomysłodawcą i współorganizatorem wystaw prezentujących sztukę współczesną w szkolnej galerii „Akcent” powstałej w 2004 roku.

## Najważniejsze osiągnięcia w działalności artystycznej
- 1985 – Ogólnopolski konkurs graficzny im. Aleksandra Raka, Katowice – wyróżnienie;
- 1988 – Ogólnopolski konkurs malarski im. Leona Wyczółkowskiego, Bydgoszcz – wyróżnienie;
- 1989 – Cuprum IV Internationale Graphic Biennale, Lubin – Grand Prix;
- 1995 – Bharat Bhavan Graphic, Indie – Grand Prix;
- 2007 – 38 Biennale malarstwa „Bielska Jesień” Bielsko-Biała – wyróżnienie czasopisma Sztuka.pl;
- 2008 – Decentryzm. Międzynarodowa wystawa grupy artystycznej BWA Ostrowiec Świętokrzyski; BWA w Kaliszu;
- 2010 – „Formy Tracone” – Galeria Bielska BWA – wystawa indywidualna;
- 2010 – „Formy Tracone” – Galeria BWA w Kielcach – wystawa indywidualna;
- 2011 – Nominacja do Nagrody Prezydenta Miasta Bielska-Białej w dziedzinie kultury i sztuki[4].